# Myrmecina graminicola

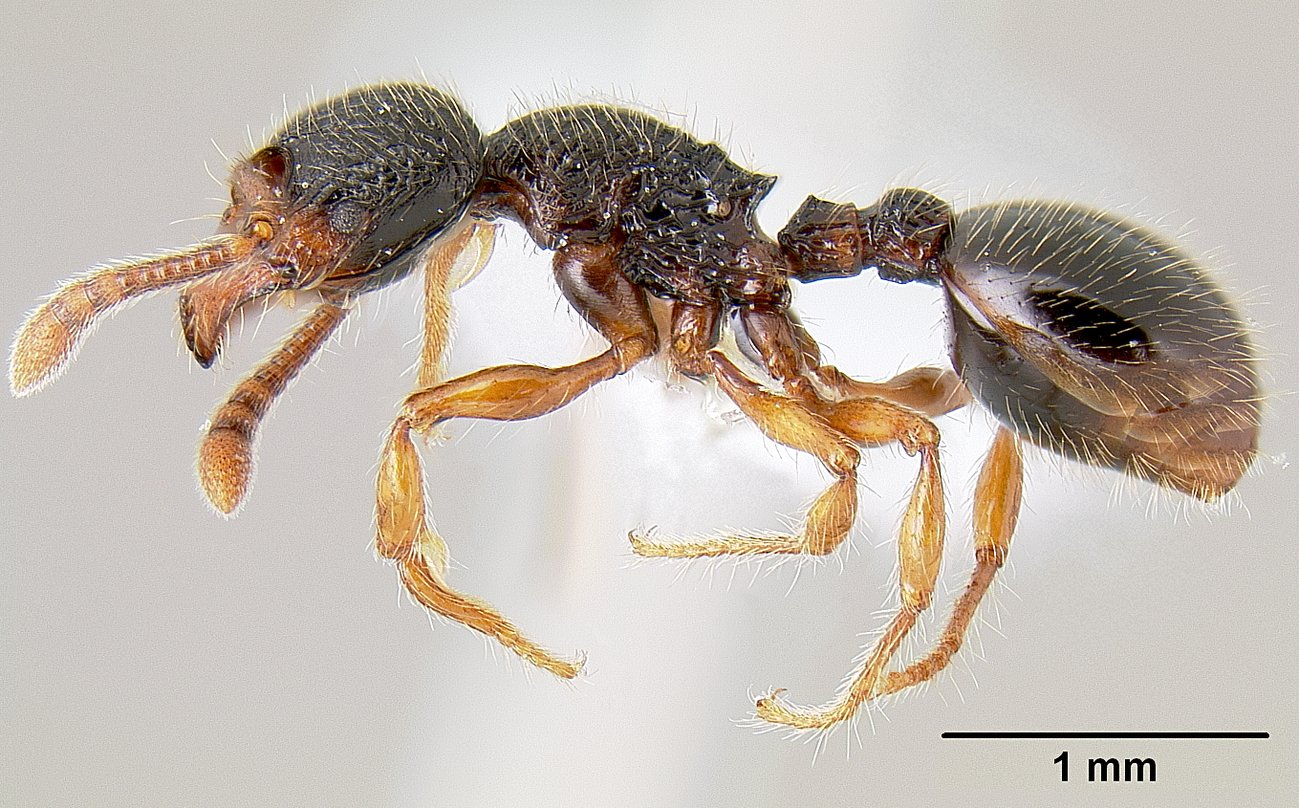
Рабочий муравей Myrmecina graminicola, вид сбоку

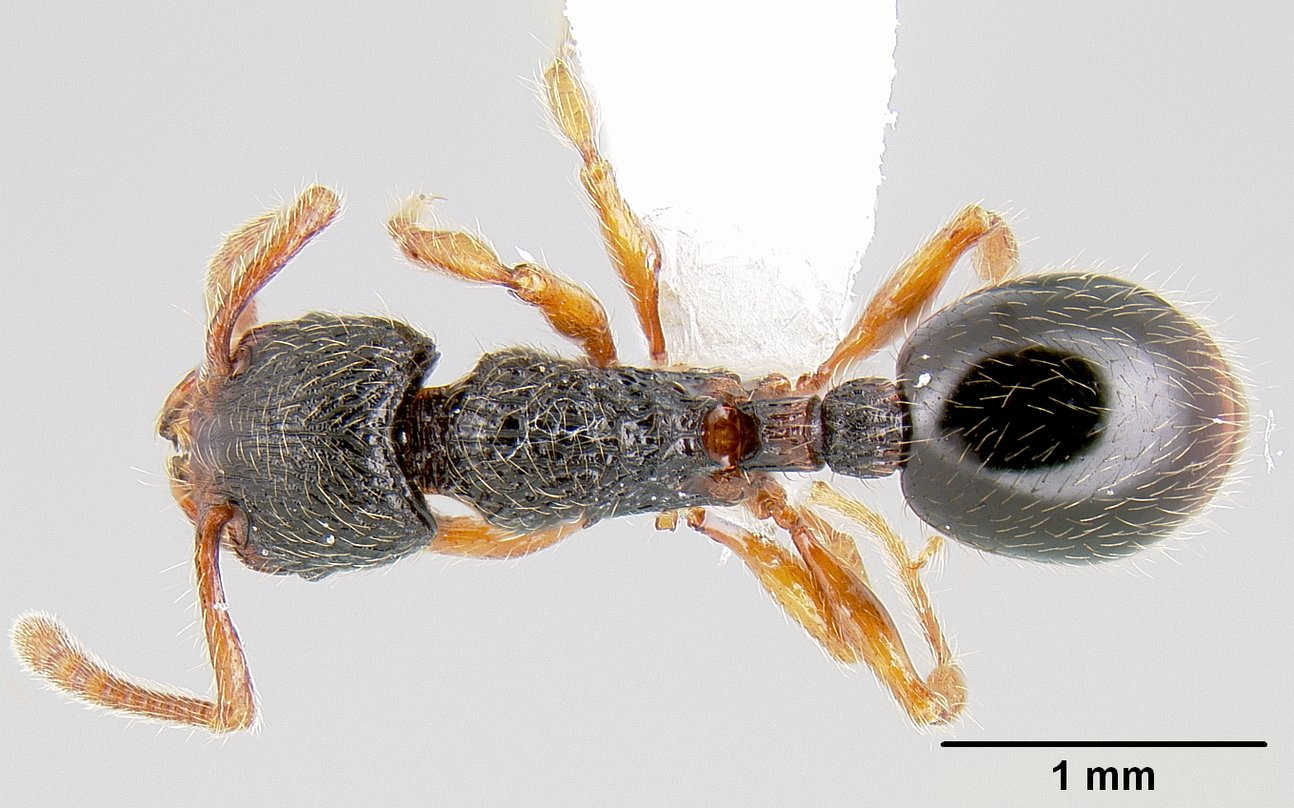
Рабочий муравей Myrmecina graminicola, вид сверху

Myrmecina graminicola (лат.) — вид мелких муравьёв рода Myrmecina из подсемейства Myrmicinae (Formicidae). Палеарктика.

## Распространение
Западная Палеарктика, Средиземноморье до Кавказа (Collingwood 1979). На север до Норвегии.

## Описание
Мелкого размера муравьи коричневого цвета (2-4 мм). Стебелёк между грудкой и брюшком состоит из одного массивного членика (петиоль). Семьи малочисленные, включают несколько сотен рабочих и несколько маток. Гнездятся под камнями, на открытых участках леса. Главным образом, сборщики падали; связь с тлями не отмечена. Крылатые особи появляются в конце лета, отмечены с августа по октябрь. Отмечен полиморфизм яйцекладущих самок (муравьиных маток); обнаружены крылатые и бескрылые гиноморфы с широким спектром интерморф. Все эти формы способны спариваться с самцами и выполнять функции маток. Источником половых феромонов самок указана ядовитая железа.
M. graminicola стали первым примером передвижения путем перекатывания, обнаруженным у муравьёв.
При сильных раздражителях демонстрируют поведение свертывания в форме шара, что может рассматриваться как защитный механизм против некоторых хищников. Способность формировать шарообразную форму необходима для того, чтобы рабочие M. graminicola могли активно и эффективно откатываться от опасностей на наклонной поверхности.